# Zygnematales
Zygnematales, red od oko 1200 vrsta parožina. Podijeljen je na dvije porodice.

## Porodice
1. Mesotaeniaceae Oltmanns
2. Zygnemataceae Kützing